# Жигмытов, Тумур Бадмажапович
Туму́р Бадмажа́пович Жигмы́тов (настоящее имя Туму́р Дамби́евич Дамби́ев; 1926—2001) — советский офицер, подполковник Генерального штаба Вооружённых сил СССР. Автор краткого русско-монгольского и монгольско-русского военного словаря.

## Биография

### Семья
Тумур Бадмажапович Жигмытов (имя при рождении — Тумур Дамбиевич Дамбиев) родился 12 мая 1926 года в улусе Дэдэ-Ичётуй Селенгинского аймака Бурят-Монгольской АССР.
Происходил из известного рода Урянхай и являлся прямым потомком Джэлмэ — знаменитого монгольского полководца, соратника Чингисхана.
Отец Тумура, Данзанай Дамби, был ламой-астрологом Сартуул-Гэгэтуйского дацана. Данзанай Дамби погиб в 1930-е годы при невыясненных обстоятельствах. Мать Тумура, Бадмажап, позже говорила, что если бы его отец не погиб, то все равно был бы репрессирован или расстрелян.
Дед — Хайдабай Данзан, настоятель Сартуул-Гэгэтуйского дацана, обладал даром ясновидения. В период гонений на религиозные конфессии прятался от советской власти в лесу, но был пойман комсомольскими активистами и посажен в тюрьму. Выпущен из тюрьмы перед смертью, когда был уже тяжело болен. Последние дни жил в Улан-Удэ у сестёр.
У Данзанай Дамби и Бадмажап родилось пять сыновей, из них трое умерли во младенческом возрасте. Выжили только Тумур и его младший брат Жигмыт. После смерти Данзанай Дамби мать Бадмажап дала сыновьям вымышленные фамилии и отчества, чтобы уберечь от клейма «детей врагов народа» и отдала на воспитание в разные семьи. Так, родные братья Тумур и Жигмыт Дамбиевы стали Тумуром Бадмажаповичем Жигмытовым и Жигмытом Бамбацаевичем Лумбуновым. Происходя из знатного и некогда зажиточного рода, Бадмажап устроилась в школу, где учились её дети, простой уборщицей, чтобы быть ближе к сыновьям. Таким образом Бадмажап проследила, чтобы Тумур и Жигмыт получили хорошее школьное образование.
В раннем детстве Тумур был хувараком Сартуул-Гэгэтуйского дацана, обучаясь у родного деда Данзана. Хорошо знал санскрит и буряад бичиг (бурятскую традиционную письменность).

### Военная карьера
В период Великой Отечественной войны, будучи курсантом Марьинского артиллерийского училища, участвовал в Берлинской операции 1945 года. Был командиром курсантского расчёта 175-миллиметровой пушки-гаубицы. Получил медаль «За победу над Германией».
Также в 1945 году, перед освобождением Китая Красной Армией от японских войск, служил разведчиком в Китае. За успешное выполнение задания был награждён медалью «За боевые заслуги». Также имеет другие награды.
В 1970-е годы — подполковник Генерального штаба ВС СССР.
Умер в 2001 году.